# 熱中時代・刑事編
『熱中時代・刑事編』（ねっちゅうじだいけいじへん）は、1979年4月7日より10月6日まで毎週土曜日21:00 - 21:54に、日本テレビ系列「土曜グランド劇場」枠で放送された刑事ドラマ。
学園ドラマ『熱中時代』のシリーズ第2作であり、主演も同じく水谷豊だが、人物や世界観のつながりは一切ない。
2025年1月11日から4月5日までBS松竹東急にて2話連続で放送された。スタートに先駆けて、2024年12月13日に「水谷豊が語る『熱中時代・刑事編』」が放送された。

## 出演

### 主要人物
早野武（大門署捜査一係刑事）：水谷豊
元は交通課の白バイ警官。愛車はスバル360。
ミッキー・フランクリン（早野ミッキー）：ミッキー・マッケンジー
日本へ父親を尋ねてきたテキサス娘。第一回の事件で武と出会う。第八回で結婚する。
「タケシ」と発音できず「ティケィシー」と言っていた。

### 大門署

#### 捜査一係
- 潮田衛太郎（係長）：藤岡琢也
- 菅谷一平（部長刑事）：宍戸錠
- 矢頭文治（刑事）：小松方正
- 前原国彦（刑事）：細川俊之
- 間哲雄（部長刑事）：森本レオ
- 千馬隆盛（刑事）：谷隼人 （武が配属されるまでは一番の下っ端だった。）

※谷隼人以外の一係メンバーは『熱中時代』と同じ制作スタッフによる水谷豊主演『オレの愛妻物語』（1978年7月 - 9月）のレギュラー出演者。谷のみ『熱中時代』第1シリーズのレギュラー。小松方正は両方のレギュラー。

#### 婦警
- 片岡花江：木内みどり

### その他
- 矢頭光代（矢頭の妻）：片桐夕子
- 菅谷茂子（菅谷の妻）：宇津宮雅代
- 寺坂美弥（乙吉の孫娘）：神保美喜
- 潮田めぐみ（潮田の娘）：竹井みどり

美弥の友人で武とも知り合い。
- ヨッちゃん（喫茶「竹の子」の店員）：松金よね子
- 竹林奈津子（大門署近くの喫茶「竹の子」のママ）：草笛光子
- 寺坂乙吉（武が下宿する家の主人）：伴淳三郎

### ゲスト
第1回 「新米刑事現わる」
- 沢村：熊倉一雄
- 酔っぱらい：山田康雄
- 太田：片岡五郎
- 大男：団巌
- サングラスの男：河原裕昌

第2回 「熱中刑事vs謎の怪盗」
- 怪盗百十号：尾藤イサオ
- 立花五段：大前均
- 松山：三谷昇
- 道子：あき竹城
- 警官：吉見哲

第3回 「熱中刑事苦心の張込み」
- 菊村雄一：ガッツ石松
- 「大輝園」店主：太宰久雄
- 店主の妻：町田博子
- 「大輝園」店員・洋子：木ノ葉のこ
- 菊村マチ子：平山順子

第4回 「泥棒夫婦まとめて御用」
- 中山：山本麟一
- 木山：村上不二夫
- 鯖山三義：勝部演之
- 二瀬玉枝：檜よしえ
- 警官：吉見哲
- そばやの店員：伊藤哲哉
- 「竹の子」の客：甲斐健
- 無線士：田川勝雄

第5回 「赤頭巾と熱中刑事」
- 土田多吉：ポール牧
- 豊川きく：武知杜代子
- スーパーの主任：市原清彦
- マンションの管理人：高杉哲平
- 中古車センター係員：沢りつお

第6回 「アイ・ラブ・タケシ」
- 川本：山本紀彦
- 男子寮管理人：梅津栄
- 警官：吉見哲
- 別の管理人：辻村真人
- 男子寮社員：大辻鉄平、島田敏
- 若い女：清水石あけみ

第7回 「サヨナラ! タケシ」
- 高宮：小林勝彦
- 加山：伊藤高
- 大野：南城竜也
- マンション管理人：丸山詠二
- 救急隊員：だるま二郎、立野直
- 花屋の店員：森沢早苗
- モデル：菊地かおり

第8回 「熱中刑事ついに結婚」
- 早野軍二：佐藤允
- 森山圭子：一谷伸江
- 西野：うえだ峻
- 森山：金井大
- 神主：和沢昌治
- 巫女：松沢千恵
- 式場係員：山野史人、新井梨枝子
- 受付係：青木万里子
- 理容店職人：増岡弘
- 作業員：岡田勝

第9回 「新婚刑事 三度のピンチ」
- 鬼形大吉：森塚敏
- 青村達也：中田博久
- 加倉井勇：関武志
- 妻・安子：十勝花子
- 池田政次郎：木田三千雄
- 妻・ハル：原ひさ子
- スナック「かくれんぼ」のママ：夏海千佳子
- 鬼形の内妻：平山洋子
- ボーイ：星純夫

第10回 「ニセ熱中刑事現わる」
- 直方留三：森川正太
- 石井百合子：東てる美
- 直方フミ：千石規子
- 森田雄作：小林昭男
- バー「乙姫」のママ：水森亜土
- 喫茶店の女主人：星野晶子
- チンピラ：舟久保信之、町田政則
- バー「乙姫」のボーイ：平田博明
- 屋台のオヤジ：河合一光

第11回 「金庫破りナンバー・ワン」
- 加木尾：ダーク大和
- 妻・久子：清水まゆみ
- 松島：浜田晃
- 宮島：片桐次郎
- 橋立：溜健二
- 秋吉：佐藤晟也
- 三田村：たこ八郎
- ホステス：女屋美和子、大島規子
- 新聞少年：斉藤幸徳

第12回 「熱中チーム九回逆転」
- 稲田ヨネ：浦辺粂子
- 内藤：はしだのりひこ
- 天野：今西正男
- 主審：石倉民雄
- 球場のオバサン：矢野泰子
- 銀行窓口係：如月ひろみ
- 女子行員：長谷川紀子
- ラーメン屋店員：唐須由利子
- 宮川：吉見哲
- 警官：赤城耀
- アナウンサー：五十嵐美鈴

第13回 「新婚旅行で大手柄」
- 芸者・秀竜：鶴間エリ
- 三千代：ひし美ゆり子
- 湯田刑事：桑山正一
- 菱川大二郎：金内喜久夫
- 加野：北見治一
- 円山：阿藤海
- 郷矢：花房徹
- 漁師：二見忠男
- 湯之町署婦警：芳賀まり子
- 女中：久保道子

第14回 「タンジョウビオメデトウ」
- 立花五段：大前均
- 内田支店長：前田昌明
- 丹沢：砂塚秀夫
- 浅間：石井愃一
- 大山：榎木兵衛
- 牧村夫妻：桐原史雄、大森不二香

第15回 「紫色の熱中刑事」
- ジミー：岡崎二朗
- 上村：伊藤正次
- 九條綾子：根岸明美
- 村上富美子：絵沢萌子
- 池田政次郎：木田三千雄
- 老人：奥村公延
- 加倉井勇：関武志
- 妻・安子：十勝花子
- 「バロン」の婦人客：溝口順子、板倉加代子、橘田良江
- 黄色いバラの女：工藤明子

第16回 「ミッキーをだました男」
- 金尾：林ゆたか
- 玉須：小鹿番
- 池田政次郎：木田三千雄
- 森田雄作：小林昭男
- 吉川令子：太田淑子
- 通信社の外人女性：ダーリン・マーサー
- 母親：石井富子、水沢摩耶、五月晴子、岡田和子
- 父親：和久井節緒
- 安宿の客：河合一光

第17回 「熱中刑事vs幽霊泥棒」
- 津村一郎：山田吾一
- 岩崎一平：菅沼赫
- 大塚梅次：青空球児
- 白石いづみ：東啓子
- TV局結髪係：堀川和栄
- 屋台の客：山崎猛
- 徳永アナウンサー：徳光和夫

第18回 「誘拐された娘たち」
- 草津：蟹江敬三
- 別府：うえずみのる
- 下田：玉川長太
- マンション管理人：市川治
- 外人の夫婦：アーサー・ティデスキー、ヘレン・ティデスキー
- 娘：ダナ・ウァンプラー

第19回 「敵ながら天晴れ! 声色サギ」
- 仁田音也：団しん也
- 剛田三郎：八名信夫
- 中川照三：園田裕久
- 妻・ルイ：大山のぶ代
- バーのママ：木村翠
- ギター弾き：山路和弘
- バーテン：山下和行
- クリーニング屋の少年：長谷川諭
- 春樹しずか：音無美紀子

第20回 「荒野の熱中ガンマン」
- 広田くに：高橋とよ
- 広田兼也：辻シゲル
- 秋谷の内妻：川崎あかね
- 秋谷探：三上左京
- 鵜刈文太郎：高原駿雄
- 森田雄作：小林昭男
- 利根保：伊奈貫太
- 大井渉：戸塚孝
- 主婦：坂巻祥子

第21回 「熱中刑事タヌキ狩り」
- 岡喜代：長谷直美
- 小松太郎：沼田爆
- 妻・タネ子：伊佐山ひろ子
- 池田政次郎：木田三千雄
- 森田雄作：小林昭男
- 中年の女性：楠トシエ
- 大島巡査：福山象三
- 若い夫婦：湯沢勉、清水クーコ
- 家具屋店員：倉富勝士

第22回 「七つの顔の悪党」
- 直方留三：森川正太
- 直方フミ：千石規子
- 下崎卓美：石山克己
- 元輪星夫：青空好児
- 鬼形の内妻：平山洋子
- 組員・赤山：大前田武
- 屈強な男：佐藤京一
- 組員：石田和彦
- 若い男：阿部健多
- ラーメン屋：松崎真
- 花屋店員：ジェリー・ルー

第23回 「KO強盗と放火魔」
- 火野好蔵：犬塚弘
- 火野峰子：横山道代
- 熊沢八郎：内田勝正
- 内妻・由香：山口美也子
- 豊川きく：武知杜代子
- 道子：あき竹城
- 天プラ屋主人：相原巨典
- バーのママ：田口由理
- バーテン：中林義明

第24回 「女装刑事vs殺人鬼」
- 加古範人：伊東四朗
- 歌川令太：安原義人
- 野見洋志：津村隆
- 野見勝子：白川和子
- 正木リツ子：水島彩子
- 田原洋子：千うらら
- 劇団員：安西正弘、池水通洋、山本精二、後藤久美子、柴山洋子、永井智明

第25回 「熱中刑事ワナにかかる」
- 土田功：ポール牧
- 小山内専一：小松政夫
- 星井堅充：木村元
- 山形：根岸一正
- 佐賀：横山あきお
- 千葉：星野晃
- 島根：謙昭則

最終回 「ハッピーだぜ! 熱中刑事」
- 土田功：ポール牧
- 星井堅充：木村元
- 山形：根岸一正
- 佐賀：横山あきお
- 千葉：星野晃
- 島根：謙昭則
- 前野津万子：桜井浩子
- 友田智子：志麻いづみ
- 土師清：ニック大宮
- ときわ荘管理人：梶哲也
- 喫茶店マスター：島田敏
- 医師：村越伊知郎
- 看護婦：岸絵まり子
- 記者：八代駿、山下啓介、持田篤

## スタッフ
- 企画：田中知己
- プロデューサー：高野幹夫、永野保徳、深山由美子
- 脚本：布勢博一、松原敏春
- 演出：田中知己、伊藤祥二、新沢浩
- 音楽：平尾昌晃
- 選曲：鈴木清司
- 効果：倉橋静男（東洋音響）
- 特殊効果：ビル横山（ブロンコ）
- カー・アクション：関虎美（セキトラ・カーアクション）
- 擬斗：伊奈貫太
- 衣裳協力：マダム・ラメール
- 制作協力：生田スタジオ、ユニオン映画
- 製作：日本テレビ

## 主題歌
- 水谷豊「カリフォルニア・コネクション」（作詞：阿木燿子、作曲：平尾昌晃、編曲：鈴木茂）

オープニングではレコード版とは別のTV用テイクが使用されている。
刑事編と熱中時代第2シリーズのオープニングでも通常は1番の歌詞が使用されていたが、時々2番の歌詞が使用されることがあった。
刑事編の主題歌「カリフォルニア・コネクション」および、熱中時代第2シリーズの主題歌「やさしさ紙芝居」は、2008年に水谷が歌手活動を再開した際にセルフカバーされ、アルバム『TIME CAPSULE』に収録された。

## 放送日程
「放送日」は日本テレビおよび同時ネット局のそれに準ずる。
| 話数              | 放送日        | サブタイトル             | 脚本     | 演出            | 視聴率 |
| ----------------- | ------------- | ------------------------ | -------- | --------------- | ------ |
| 第1話             | 1979年4月07日 | 新米刑事現わる           | 布勢博一 | 田中知己        | 26.5%  |
| 第2話             | 4月14日       | 熱中刑事vs謎の怪盗       | 布勢博一 | 田中知己        | 18.2%  |
| 第3話             | 4月21日       | 熱中刑事苦心の張込み     | 布勢博一 | 新沢浩          | 18.6%  |
| 第4話             | 4月28日       | 泥棒夫婦まとめて御用     | 布勢博一 | 新沢浩          | 23.6%  |
| 第5話             | 5月05日       | 赤頭巾と熱中刑事         | 布勢博一 | 田中知己        | 20.8%  |
| 第6話             | 5月12日       | アイ・ラブ・タケシ       | 布勢博一 | 田中知己        | 24.2%  |
| 第7話             | 5月19日       | サヨナラ! タケシ         | 布勢博一 | 新沢浩          | 24.5%  |
| 第8話             | 5月26日       | 熱中刑事ついに結婚       | 布勢博一 | 新沢浩          | 22.5%  |
| 第9話             | 6月02日       | 新婚刑事 三度のピンチ    | 布勢博一 | 田中知己        | 27.8%  |
| 第10話            | 6月09日       | ニセ熱中刑事現わる       | 布勢博一 | 田中知己        | 21.6%  |
| 第11話            | 6月16日       | 金庫破りナンバーワン     | 布勢博一 | 伊藤祥二        | 29.5%  |
| 第12話            | 6月23日       | 熱中チーム九回逆転       | 松原敏晴 | 新沢浩          | 26.6%  |
| 第13話            | 6月30日       | 新婚旅行で大手柄         | 布勢博一 | 田中知己        | 24.6%  |
| 第14話            | 7月07日       | タンジョウビオメデトウ   | 布勢博一 | 伊藤祥二        | 22.7%  |
| 第15話            | 7月14日       | 紫色の熱中刑事           | 松原敏晴 | 田中知己        | 22.2%  |
| 第16話            | 7月21日       | ミッキーをだました男     | 布勢博一 | 新沢浩          | 24.0%  |
| 第17話            | 7月28日       | 熱中刑事vs幽霊泥棒       | 松原敏晴 | 新沢浩          | 21.3%  |
| 第18話            | 8月04日       | 誘拐された娘たち         | 布勢博一 | 田中知己        | 19.5%  |
| 第19話            | 8月11日       | 敵ながら天晴れ! 声色サギ | 布勢博一 | 田中知己        | 22.3%  |
| 第20話            | 8月18日       | 荒野の熱中ガンマン       | 布勢博一 | 新沢浩 田中知己 | 25.5%  |
| 第21話            | 9月01日       | 熱中刑事タヌキ狩り       | 布勢博一 | 伊藤祥二        | 26.0%  |
| 第22話            | 9月08日       | 七つの顔の悪党           | 布勢博一 | 新沢浩          | 28.2%  |
| 第23話            | 9月15日       | KO強盗と放火魔           | 松原敏晴 | 田中知己        | 24.5%  |
| 第24話            | 9月22日       | 女装刑事vs殺人鬼         | 布勢博一 | 新沢浩 田中知己 | 32.2%  |
| 第25話            | 9月29日       | 熱中刑事ワナにかかる     | 布勢博一 | 田中知己        | 26.3%  |
| 最終話            | 10月06日      | ハッピーだぜ! 熱中刑事   | 布勢博一 | 田中知己        | 26.7%  |
| 平均視聴率 24.2％ |               |                          |          |                 |        |

## 放送局
特記の無い限り全て放送時間は土曜 21:00 - 21:54、同時ネット。
- 日本テレビ（制作局）
- 札幌テレビ[3]
- 青森放送[4]
- テレビ岩手[4]
- 秋田放送[5]
- 山形放送[6]
- ミヤギテレビ[7]
- 福島中央テレビ[7]
- 新潟放送：土曜 22:00 - 22:54[8]
- 信越放送：土曜 22:00 - 22:54[9]
- 北日本放送[10]
- 北陸放送：土曜 22:00 - 22:54[11]
- 福井放送[10]
- 山梨放送[12]
- 静岡放送：土曜 10:00 - 10:55（TBS系列。1979年4月13日から3か月間のみ。日本テレビ・テレビ朝日のクロスネット局である静岡県民放送が既に開局していたが、編成等の事情で静岡放送にて放送）
  - 静岡第一テレビ （1979年7月開局から、静岡放送から移行）
- 中京テレビ[13]
- よみうりテレビ[14]
- 日本海テレビ[15]
- 西日本放送[16]
- 広島テレビ
  - 最終回は、プロ野球セントラル・リーグ優勝決定試合の広島東洋カープ対阪神タイガース戦中継を放送し、放送時間が21時台まで延長となったため、22:00からの繰り下げ放送となった[17]
- 山口放送[18]
- 四国放送[19]
- 南海放送[18]
- 高知放送[18]
- 福岡放送[20]
- 長崎放送[20]
- 熊本放送：火曜 22:00 - 22:54[20]
- 大分放送：火曜 22:00 - 22:54[18]
- 宮崎放送：火曜 22:00 - 22:54[21]
- 南日本放送：火曜 22:00 - 22:54[21]
- 沖縄テレビ：日曜 22:30 - 23:24[22]

| 日本テレビ系列 土曜グランド劇場    | 日本テレビ系列 土曜グランド劇場           | 日本テレビ系列 土曜グランド劇場               |
| 前番組                             | 番組名                                    | 次番組                                        |
| ---------------------------------- | ----------------------------------------- | --------------------------------------------- |
| 姿三四郎 （1978.10.7 - 1979.3.31） | 熱中時代・刑事編 （1979.4.7 - 1979.10.6） | ちょっとマイウェイ （1979.10.13 - 1980.3.29） |

## その他
- 主演の水谷豊が歌った『熱中時代・刑事編』の主題歌「カリフォルニア・コネクション」は65万枚（オリコン最高2位）の大ヒットとなった。
- 早野武の口癖は、巷でも大流行した。
- 主演の水谷豊は、『熱中時代・刑事編』で共演したミッキー・マッケンジーと結婚をするも、数年後に離婚した。
- 『刑事編』の役名の姓は早野、潮田など、赤穂浪士から取っている。
- 『刑事編』のレギュラーの多くは『オレの愛妻物語』繋がりとなっている。

## コミカライズ
- 「小学六年生」（小学館）昭和54年7月号付録「小六TVコミック」で、放送に先駆け第10話が今道英治によって漫画化された。